# درژنا
درژنا (به لهستانی:  Dryżyna) یک روستا در لهستان است که در گمینا شلیختنگووا واقع شده‌است.